# Herndon (Kansas)
Herndon – miasto w Stanach Zjednoczonych, w stanie Kansas, w hrabstwie Rawlins.